# John August Roebling II.
John August Roebling II. (* 21. November 1867 in Mühlhausen, Deutschland; † 1952) war ein Unternehmer, Finanzier und Philanthrop, und Enkel des Deutsch-Amerikaners John A. Roebling, dem Konstrukteur der New Yorker Brooklyn Bridge.

## Leben
John August kam während einer Europareise seiner Eltern Washington Roebling und Emily Warren Roebling im thüringischen Mühlhausen zur Welt, dort, wo auch sein Großvater geboren wurde. Er hatte keine Geschwister.
Wie sein Vater besuchte auch er das Rensselaer Polytechnic Institute in Troy, New York, wo er Ingenieurwissenschaften studierte. Als sich gegen Ende des Jahrhunderts der Gesundheitszustand von Washington verschlechterte, übernahm er den Vorsitz der familieneigenen John A. Roebling’s Sons Company.
Mit dem US-amerikanischen Eintritt in den Ersten Weltkrieg entwickelte sich Roeblings Firma zu einem Rüstungsbetrieb. Seine Kabel- und Stahlseilwerke erzeugten Waren, die in Flugzeugen, Automobilen und Schiffen verarbeitet wurden. Im November 1915 wurde das Werk John A. Roebling’s Sons in Trenton innerhalb einer Woche das Opfer von zwei Bränden, mit einem Schaden von mehr als 1.000.000 Dollar. Die Brände folgten auf Monate von Drohungen prominenter Deutscher, dass US-amerikanische Industrieunternehmen lahmgelegt werden würden. Sofort nach den Bränden des Roebling-Werkes brachte eine amerikanische deutschsprachige Zeitung, die Brooklyn Freie Presse, die Schlagzeile "UNSCHÄDLICH GEMACHT – Fabrikgebäude der Roebling Gesellschaft in Schutt und Asche gelegt".
In Wirklichkeit war die Produktionskapazität von John A. Roebling’s Sons nur unwesentlich behindert worden. Die Firma kam bald wieder in Gang und expandierte, um dann eine bedeutende Rolle im Kampf gegen deutsche U-Boote zu spielen. Während des Krieges produzierte die Roebling Company mehr als 95 Millionen Fuß an Stahlseilen und Kupplungsgeräten, für U-Boot-Netze für amerikanische und europäische Häfen.
1931 schrieb der deutsche Biograph Wilhelm Anener über die Beteiligung der Roeblings an der Niederlage Deutschlands: "Es erscheint uns als ein tragisches Schicksal, dass die Spaltung der Nationalität dieses Emigranten sich noch lange nach seiner Zeit auswirkt. Mit Roebling verlor das Vaterland ein technisches Genie und einen großen Industriellen; aber das, was er schuf, hat sich gegen Deutschland schädigend ausgewirkt. In diesem Krieg sind Materialien in enormen Mengen produziert worden."
Nach Kriegsende verwaltete er das familiäre Vermögen und verließ seine führende Rolle im Familienunternehmen. Gemeinsam mit seiner Frau Margaret bewohnte er das Boulderwood Mansion genannte anschauliche Anwesen in Bernardsville, New Jersey, das nur knappe 50 km von seinem Bürogebäude in New York City entfernt lag. Ende der 1920er ließ er in Lake Placid, Florida, eine Winterresidenz errichten. Während der Bauarbeiten wurde die Region um den südlich gelegenen Lake Okeechobee von einem Hurrikan heimgesucht, der hunderte Menschenleben forderte.

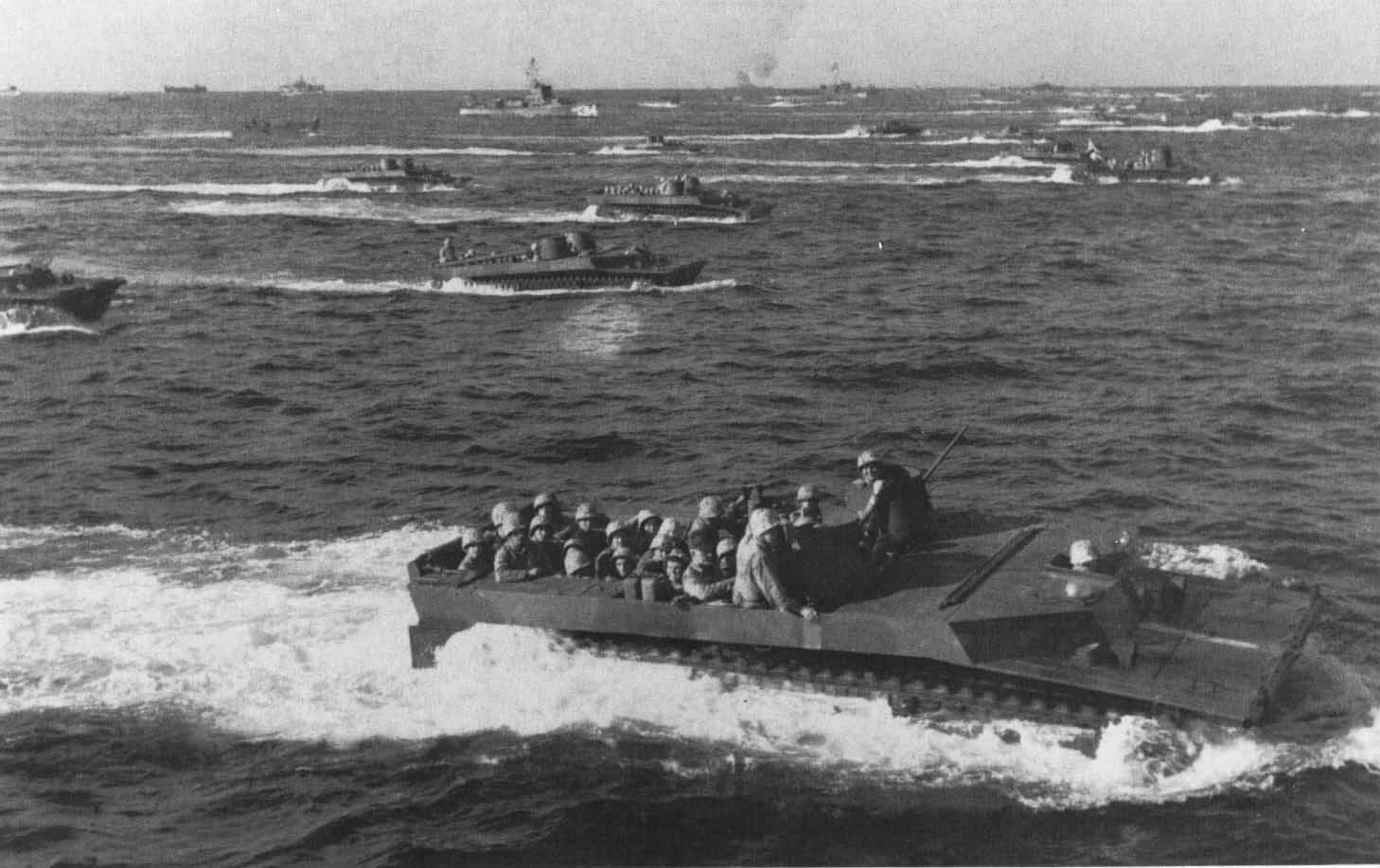
LVTs während der Schlacht um Iwo Jima.

Aufgrund der Tatsache, dass die Rettungskräfte mit ihren Fahrzeugen nur spärlich in die Katastrophenregion vorstoßen konnten, beauftragte er seinen jüngsten Sohn Donald Roebling, ein land- und wassertaugliches Gefährt zu entwickeln. Finanziert durch seinen Vater, baute der technisch begabte Donald in den Folgejahren zahlreiche Prototypen seines kettenbetriebenen Amphibienfahrzeuges. Erst durch einen 1937 im Life-Magazine erschienenen Zeitungsartikel wurde das US-Militär auf das Gefährt aufmerksam, der später unter der Bezeichnung LVT erfolgreich im Zweiten Weltkrieg eingesetzt wurde. Von Donald Roeblings Prototypen wurden mehr als 18.000 Stück in verschiedenen Varianten gebaut.
John August Roebling II. war auch ein tatkräftiger Unterstützer des US-amerikanischen Zoologen Richard Archbold. So baute er nahe Lake Placid das 2101 ha große Red Hill Estate, wo die Archbold Biological Station seit 1941 beheimatet ist.
John August Roebling II. starb 1952. Neben Donald Roebling hatte er noch die Söhne Siegfried Roebling (1890–1936) und Paul Roebling (1893–1918).